# Tiš-atal
Tiš-atal (huritsko 𒋾 𒅖 𒀀 𒊑) je bil endan Urkeša. Vladal je v obdobju Tretje urske dinastije v 21. stoletju pr. n. št. Bil je eden od najzgodnejših huritskih vladarjev. Ker so arheološke najdbe iz tistega časa zelo razdrobljene, se natančnega datuma njegovega vladanja ne da ugotoviti.

## Ime
V starejših virih se je včasih uporabljalo tudi ime Tišari. Bolj pravilno ime je Tiš-atal. Podobni imeni imata tudi dva druga vladarja, ki sta vladala v približno istem času: Tiš-atal Ninivski in Dišatal Karaharski. Domneva se, da gre za tri različne osebe, kar hkrati kaže, da je bilo ime na huritskem ozemlju dokaj pogosto.

## Napisi
Edini vir podatkov o Tiš-atalu je klinopisni napis v Nergalovem templju. Besedilo je napisano na dveh bronastih kipcih levov in kamniti tablici, ki je skupaj z enim od levov v Muzeju Louvre. Napis na tablici je bolj ohranjen. Napisi so najstarejša znana  besedila, pisana v huritskem jeziku. Prevod Mirja Salvinija se glasi:
Tiš-atal, endan Urkeša, je zgradil tempelj za Nergala. Naj ga bog Lubadag varuje. Tistega, ki uniči ta tempelj, naj Lubadag uniči. Bog  [...] naj ne usliši njegovih molitev. Gospodarica Nagarja Šimaga in bog neurja naj desettisočkrat prekolneta tistega, ki ga bo uničil.